# Turhan Pasha Përmeti
Turhan Pasha Përmeti (Trikala, dicembre 1846 – Neuilly-sur-Seine, 18 febbraio 1927) è stato un politico e diplomatico ottomano di etnia albanese.
È stato il secondo Primo ministro dell'Albania nel 1914 e nuovamente tra il 1918 e il 1920.